# 11 Dywizja Strzelecka (ZSRR)
11 Leningradzka Dywizja Strzelecka odznaczona Orderem Czerwonego Sztandaru (ros. 11-я Ленинградская Краснознаменная стрелковая дивизия, 11 DS) – dywizja piechoty Armii Czerwonej.

## Okres międzywojenny

### Skład
W 1930 skład 11 Dywizji Strzeleckiej był następujący:
- trzy pułki strzeleckie,
- pułk artylerii,
- oddział zmotoryzowany:
  - 12 samochodów pancernych,
  - 51 samochodów,
  - 29 motocykli[1] .

W 1931 do oddziału zmotoryzowanego dywizji dodano: 15 tankietek, 12 samochodów pancernych BA-27, 132 samochody oraz 19 motocykli .

## II wojna światowa
W czerwcu 1941 pod dowództwem pułkownika N.A. Sokołowa w składzie 11 Korpusu Strzeleckiego, 8 Armii Nadbałtyckiego Specjalnego Okręgu Wojskowego (od ok. 20 czerwca 1941 Front Północno-Zachodni).

### Struktura organizacyjna
- 163 pułk strzelecki
- 219 pułk strzelecki
- 320 pułk strzelecki
- 72 pułk artylerii
- (-) pułk artylerii haubic
- dywizjon przeciwpancerny
- dywizjon artylerii przeciwlotniczej
- batalion rozpoznawczy
- batalion saperów
- inne służby.